# Syed Shahid Hakim
Syed Shahid Hakim (* 10. Juli 1939; † 22. August 2021 in Kalaburagi) war ein indischer Fußballspieler und -schiedsrichter. 

## Karriere
Syed Shahid Hakim gehörte bei den Olympischen Spielen 1960 in Rom zum Aufgebot der indischen Nationalmannschaft. Er kam jedoch bei keinem Spiel Nach seiner 25-jährigen Fußballkarriere wurde er Co-Trainer bei der Nationalmannschaft und war zudem als FIFA-Schiedsrichter aktiv. Von 1998 bis 1999 trainierte Hakim Mahindra & Mahindra. Es folgten weitere Trainerstationen beim Salgaocar Sports Club, Hindustan FC und beim Bengal Mumbai FC.